# Wayne McGregor
Sir Wayne McGregor (Stockport, 12 marzo 1970) è un coreografo britannico.

## Biografia
Wayne McGregor ha studiato all'Università di Leeds e nel 1992 è diventato coreografo residente al The Place di Londra; nello stesso anno ha fondato la sua compagnia la Random Dance (attualmente rinominata la Company Wayne McGregor). Negli anni novanta lavorò come coreografo e direttore ai movimenti in teatri di primo piano come il National Theatre e l'Old Vic di Londra e nel 1996 fu candidato al Laurence Olivier Award per le sue coreografie di A Little Night Music con Judi Dench. Nel 2002 divenne coreografo residente del Sadler's Wells di Londra, mentre dal 2006 è coreografo residente del Royal Ballet. Nel corso della sua carriera ha coreografato oltre trenta balletti per la sua compagnia e quindici per il Royal Ballet, coreografando lavori anche a livello internazionale al Teatro alla Scala, l'Opera Garnier, il Balletto di Stoccarda, il New York City Ballet, l'American Ballet Theatre, l'English National Ballet e il Balletto Bol'šoj.
Nel 2009 ha coreografato la Cerimonia di apertura dei campionati mondiale di nuoto. Nello stesso anno ha vinto il Prix Benois de la Danse. Nel 2015 ottenne un grande successo con il suo balletto Woolf Works, portato in scena alla Royal Opera House e al Teatro alla Scala; il balletto, musicato da Max Richter e danzato alla prima da Alessandra Ferri, Federico Bonelli, Matthew Ball e Natal'ja Osipova, valse a McGregor il Laurence Olivier Award. Nel 2021 ha coreografato il suo secondo balletto in tre atti, The Dante Project, portato al debutto alla Royal Opera House ad ottobre con Edward Watson nel ruolo di Dante e Sarah Lamb in quello di Beatrice; nel 2024 invece porta al debutto al Covent Garden il suo terzo balletto in tre atti, MaddAddam, tratto dall'omonimo romanzo di Margaret Atwood e con una partitura di Richter.
Molto attivo anche in campo cinematografico,McGregor ha lavorato come coreografo e direttore dei movimenti anche per il grande schermo, curando coreografie e movimenti in numerosi film, tra cui Harry Potter e il calice di fuoco, Maria regina di Scozia, Sing, Animali fantastici e dove trovarli e Animali fantastici - I crimini di Grindelwald.
McGregor ha anche diretto alcune opere liriche, tra cui Didone ed Enea ed Aci e Galatea per la Royal Opera House e La Scala.